# Noe

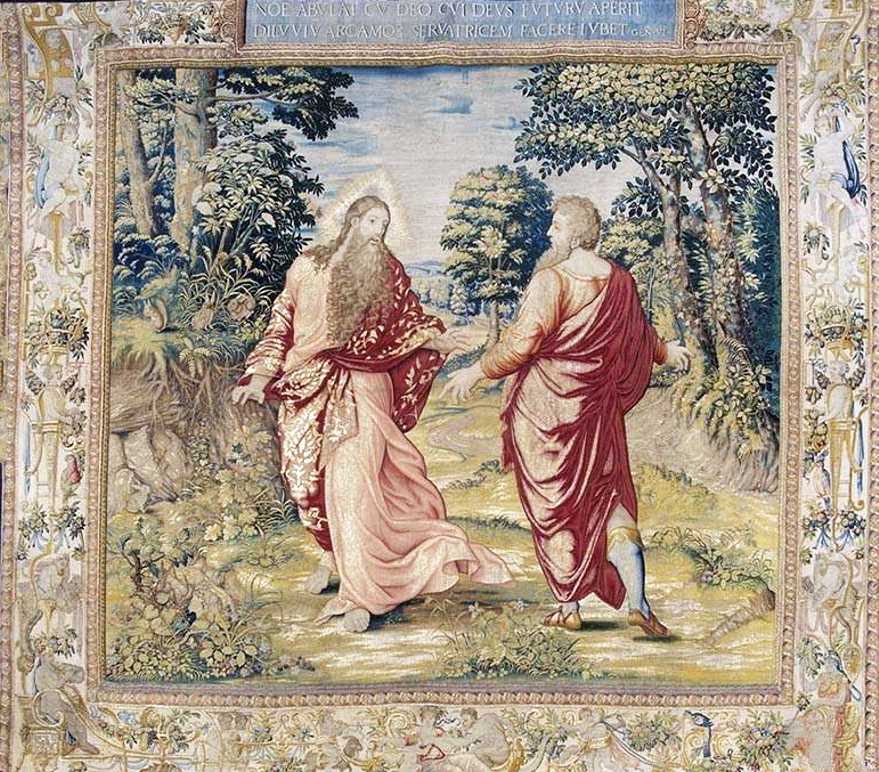
Rozmowa Boga Ojca z Noem. Arras wawelski

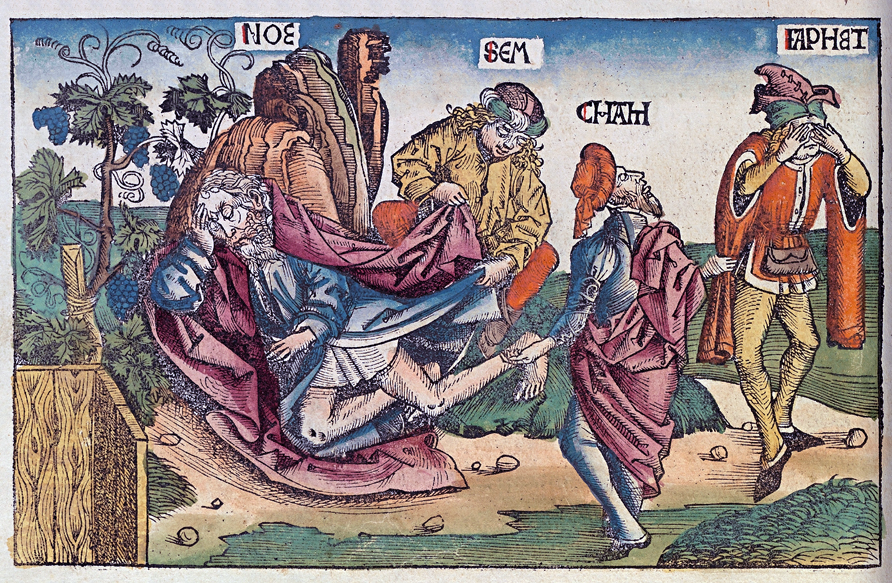
Noe odurzony winem (ilustracja z Kroniki norymberskiej)

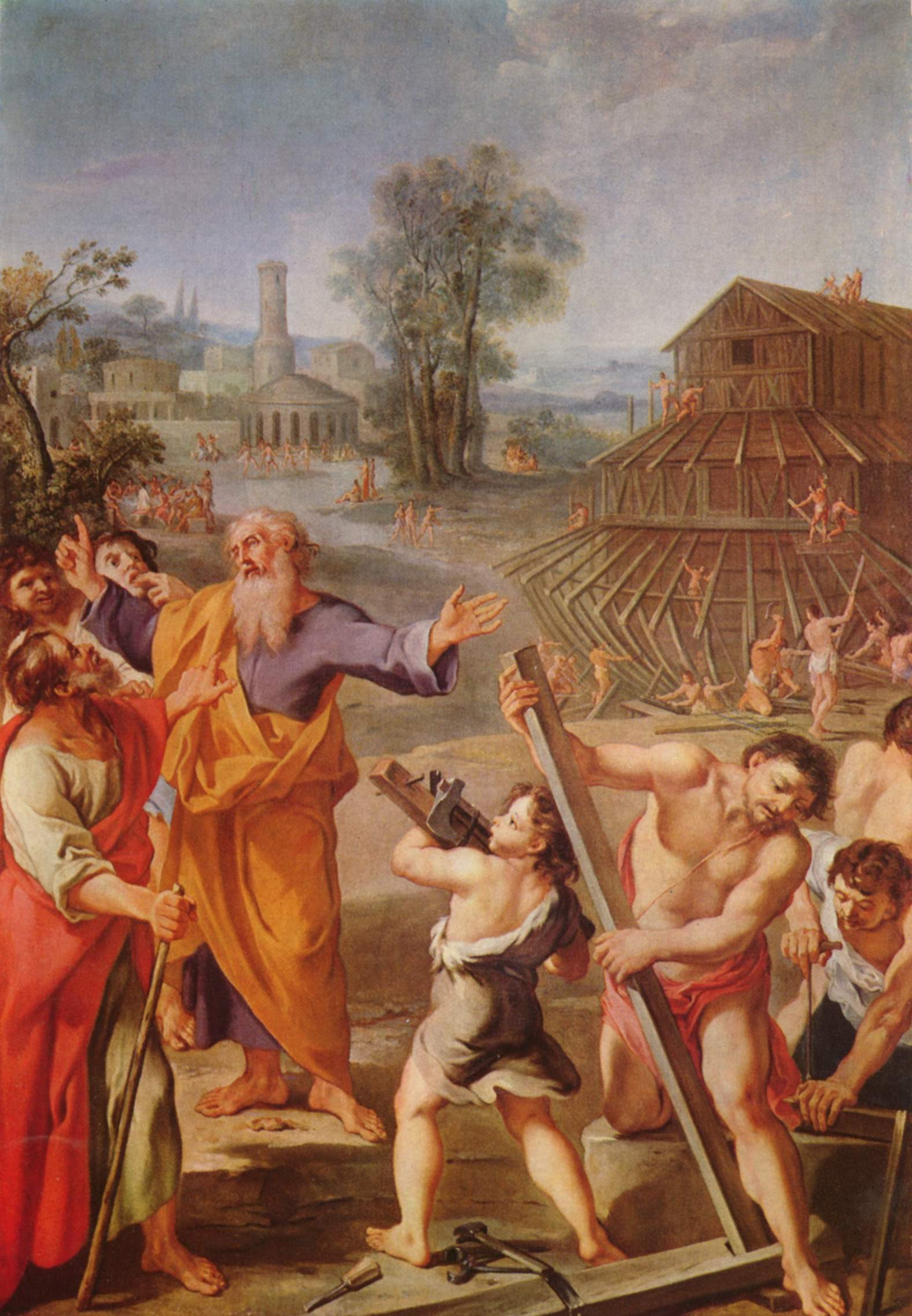
Budowa arki Noego

Noe (hebr. ‏נוח‎ Noaḥ, arab. ‏نوح‎ Nūḥ, w tłumaczeniu na pol. znaczy: „odpoczynek; pocieszenie”) – postać w religiach abrahamowych, syn Lameka i dziewiąty potomek w linii od Adama przez Seta, patriarcha, człowiek prawy i sprawiedliwy.

## Biblijna historia Noego
Noe jako jedyny spośród ówczesnych  ludzi znalazł łaskę w oczach Boga Jahwe. Dlatego Bóg sprowadził powszechny potop, mający zgładzić ludzkość, ale oszczędzić Noego wraz z rodziną i zwierzętami. Kazał zatem Noemu zbudować Arkę, umieścić w niej rodzinę i po parze wszystkich niepływających zwierząt, aby przeczekać katastrofę. Gdy Arka została ukończona, Bóg zesłał na Ziemię wielki potop. Nieustanny deszcz podniósł poziom wody tak, że zakryła ona nawet najwyższe góry. Po 40 dniach przestał padać deszcz, a gdy po wielu tygodniach wody opadły, Arka spoczęła w górach Ararat, a Noe zszedł na ląd i złożył Jahwe ofiary z bydła i ptactwa. Bóg obiecał nie sprowadzać więcej potopu z powodu człowieka i na znak przymierza rozciągnął na niebie łuk – tęczę. Przymierze Jahwe z Noem rozciąga się, zdaniem wyznawców judaizmu – w przeciwieństwie do przymierza z Abrahamem – na wszystkich ludzi i obejmuje:
- zakaz mordowania ludzi
- zakaz kradzieży
- zakaz czczenia fałszywych bogów
- zakaz czynów niemoralnych seksualnie (kazirodztwo, zoofilia)
- zakaz spożywania części żyjącego zwierzęcia
- zakaz bluźnierstwa
- ustanowienie sprawiedliwych i praworządnych sądów sądzących przestępstwa

Ortodoksyjni żydzi zalecają nie-żydom raczej przestrzeganie tych praw (tzw. Siedem Praw Noego) niż konwersję na judaizm.
W Biblii pierwsza wzmianka o założeniu winnicy i zaznaniu upojenia alkoholowego dotyczy Noego. Syn Noego Cham znalazł ojca nagiego i powiedział o tym braciom – Semowi i Jafetowi, za co został przeklęty (dosłownie Noe przeklął jego syna – Kanaana). Noe żył po potopie jeszcze przez 350 lat. W sumie przeżył 950 lat.

## Pochodzenie historii o Noem
Według Anny Świderkowny i wielu naukowców autorzy Księgi Rodzaju oparli się na eposach i mitach innych kultur. Odpowiednikami Noego są:
- Utnapisztim z akadyjskiego Eposu o Gilgameszu
- Ziusudra – wersja sumeryjska
- Atra-hasis – wersja mezopotamska
- Ksisutros – inna wersja mezopotamska

## Żona Noego

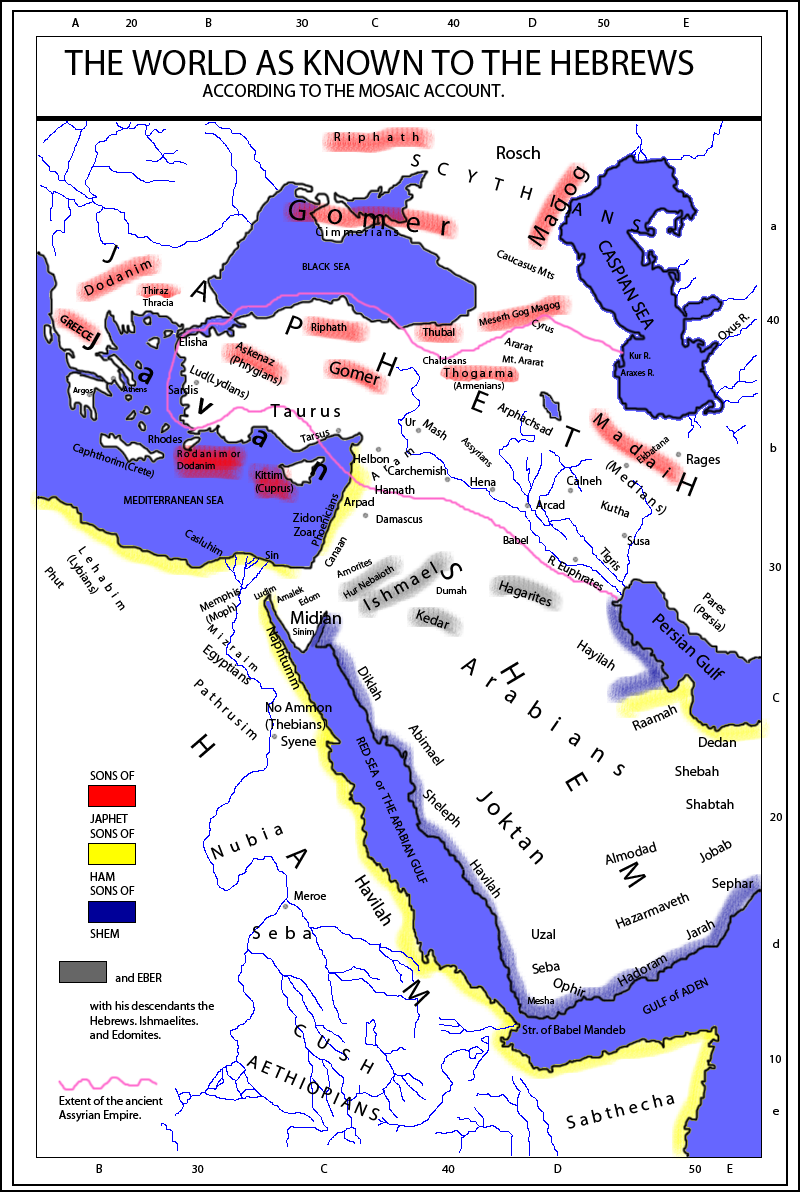
Potomkowie Noego przez Jafeta, Chama i Sema

Noe jest przedmiotem licznych legend. Według jednej z nich żona Noego nie chciała wejść do arki, co spowodowało wielką kłótnię między małżonkami. Według Koranu żona Noego, Waila, usiłowała przekonać wszystkich, że jej mąż oszalał. Tradycja żydowska podaje inne jej imię: Nammah. W Biblii nie wymieniono jej imienia.

## Noe w muzyce popularnej
- polski zespół Arka Noego
- piosenka Stary Noe polskiej grupy rockowej Exodus,
- piosenka Hydropiekłowstąpienie polskiego zespołu Lao Che,
- piosenka Ararat Jacka Kaczmarskiego,
- piosenka 空夢見る水中花 japońskiej grupy Rentrer en Soi,
- piosenka Land of Canaan szwedzkiego zespołu Therion,
- piosenka Arka Noego Jacka Kaczmarskiego.